# Xã Rumley, Quận Harrison, Ohio
Xã Rumley (tiếng Anh: Rumley Township) là một xã thuộc quận Harrison, tiểu bang Ohio, Hoa Kỳ. Năm 2010, dân số của xã này là 1.471 người.